# امره کارایل
امره کارایل (انگلیسی: Emre Karayel؛ زادهٔ ۱۸ اکتبر ۱۹۷۲) بازیگر، بازیگر سینما، و مجری تلویزیون اهل ترکیه است. وی از سال ۲۰۰۰ میلادی تاکنون مشغول فعالیت بوده‌است.
از فیلم‌ها یا برنامه‌های تلویزیونی که وی در آن نقش داشته‌است می‌توان به عشق به زبان دیگر، خواهر و برادرانم اشاره کرد.